# Johann Heinrich von Spreckelsen
Johann Heinrich von Spreckelsen (* 10. September 1691 in Hamburg; † 1. Juni 1764 ebenda) war ein deutscher Jurist und Hamburger Ratssekretär.

## Herkunft und Familie
Johann Heinrich wurde als Sohn des Hamburger Advokaten Peter von Spreckelsen (1642–1724) aus dessen zweiter Ehe mit Margaretha Wilckens (1652–1728) geboren.
Der Hamburger Ratsherr Johann von Spreckelsen (1607–1684) war sein Großvater. Seine ältere Schwester Anna Catharina von Spreckelsen (1681–1743) war mit dem Ratsherrn Johann Rumpff (1665–1718) verheiratet. Ein Sohn seines jüngeren Bruders Jürgen von Spreckelsen (1695–1739), Johann Peter von Spreckelsen (1722–1795), wurde ebenfalls Ratsherr.
Am 21. April 1721 heiratete Spreckelsen Sara Poppe (1698–1769), Tochter von Frans Poppe (1648–1718) und Schwester des Hamburger Bürgermeisters Cornelius Poppe (1691–1768) und der Oberalten Lorenz Poppe (1692–1760) und Daniel Poppe (1707–1774). Aus der Ehe mit Sara entsprossen 10 Kinder.

## Leben und Wirken
Nach seiner Schulbildung studierte Spreckelsen Jurisprudenz und schloss sein Studium im Jahr 1719 als Lizenziat beider Rechte, des kanonischen und weltlichen Rechts, an der Universität Orléans ab.
Nach seinem Studium ließ er sich in Hamburg als Advokat nieder und wurde am 14. Juni 1747 zum Ratssekretär gewählt.
Spreckelsen ließ in Hamburg den ersten privaten botanischen Garten errichten, den auch schon der Naturforscher Carl von Linné im Jahr 1735 besucht hatte. Spreckelsen hatte dem Botaniker Lorenz Heister die ersten Exemplare der Jakobslilien aus seinem Garten geschickt, worauf diese nach ihm im Jahr 1755 den Gattungsnamen Sprekelia erhielten. Am 12. Januar 1731 wurde er mit dem akademischen Beinamen Antonius Castor Mitglied (Matrikel-Nr. 421) der Leopoldina.

## Schriften (Auswahl)
- Dissertatio inauguralis de usufructu. Orléans 1719.